# Karel z Lamberka
Karel z Lamberka (ur. 1563 lub 1570 r.; zm. 18 września 1612 r. w Osek) – austriacki duchowny kościoła katolickiego, arcybiskup metropolita praski od 1607 r.

## Życiorys
Karel z Lamberka urodził się w 1563 lub 1570 r. Wywodził się z rodziny arystokratycznej Lambergów, wywodzących się ze Styrii. Na temat jego młodości i wykształcenia nie posiadamy żadnych informacji. Pierwsza wzmianka na jego temat pojawia się w 1590 r., kiedy został kanonikiem, a potem dziekanem kapituły katedralnej w Pasawie, a w 1598 r. kanonikiem salzburskim.
Po śmierci arcybiskupa Zbynka Berka z Dubé został mianowany 10 października 1606 r. nowym metropolitą praskim przez cesarza Rudolfa II Habsburga. Prowizję papieską uzyskał 14 maja 1607 r., a kilka miesięcy później – 7 października został wyświęcony na biskupa. Jednocześnie został wielkim mistrzem zakonu krzyżowców z czerwoną gwiazdą.
Jego pontyfikat naznaczony był trudnościami gospodarczymi, które przeżywała wówczas archidiecezja praska, wynikały one częściowo z długów jakie pozostawił po sobie jego poprzednik. Lamberk wcielał w życie postanopwienia Soboru Tydenckiego. Wymógł na zakonnikach, aby składali w kurii metropolitarnej sprawozdania ze swojej działalności finansowej.
Był słabego zdrowia, dlatego zwrócił się do papieża o mianowanie biskupa pomocniczego, którym został opat strahowskiego norbertanów w Pradze Jan Lohelius. Jego stan zdrowia stale się pogarszał, w związku z czym cesarz Maciej Habsburg mianował Loheliusa koadiutorem. Kontakty między biskupami nie układały się pomyślnie, co doprowadziło do opuszczenia Pragi przez schorowanego Lamberka i osiedlenie się w klasztorze w Oseku w 1612 r., gdzie wkrótce zmarł i został pochowany w przyklasztornym kościele.